# Флаг ХАМАС
Флаг палестинской суннитской исламистской террористической организации ХАМАС состоит из зелёного фона (традиционно почитаемый цвет в исламе), в центре которого белым каллиграфическим шрифтом написана шахада — исламское изложение веры: «Нет Бога, кроме Аллаха» и «Мухаммед — посланник Бога».
Флаг был утверждён в 1987 году. В этот год был основан и сам ХАМАС.